# Defensas narcisistas
Defensas narcisistas son aquellos procesos mediante los cuales se preservan los aspectos idealizados del yo, negando sus limitaciones. Tienden a ser rígidas y totalistas. A menudo están impulsadas por sentimientos de «vergüenza» y «culpa», conscientes o inconscientes.

## Orígenes
Las defensas narcisistas se encuentran entre los mecanismos de defensa más tempranos en emerger, e incluyen la negación, la distorsión cognitiva, y la proyección. El escisión es otro mecanismo de defensa prevalente entre individuos con trastorno narcisista de la personalidad, trastorno límite de la personalidad, y trastorno antisocial de la personalidad—viendo a las personas y situaciones en términos de blanco y negro, ya sea como totalmente malas o totalmente buenas.
Una defensa narcisista, con la típica sobrevaloración del yo del trastorno, puede aparecer en cualquier etapa del desarrollo.

## Secuencias de defensa
El narcisista típicamente recorre una secuencia de defensas para descargar sentimientos dolorosos hasta encontrar una que funcione:
1. represión inconsciente
2. negación consciente
3. distorsión cognitiva (incluyendo exageración y minimización), racionalización y mentiras
4. proyección (culpar a alguien más)
5. solicitar la ayuda de uno o más de sus amigos codependientes que apoyarán su visión distorsionada.

## Freudianos

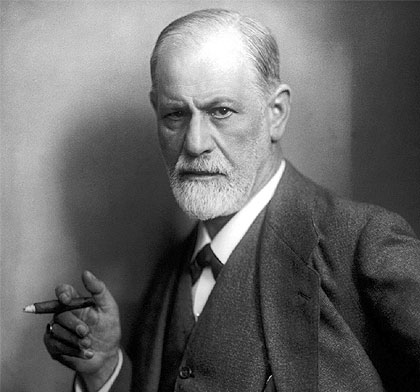
Sigmund Freud

Sigmund Freud no se centró específicamente en las defensas narcisistas, pero señaló en «Sobre el narcisismo» cómo «incluso los grandes criminales y humoristas, como se representan en la literatura, captan nuestro interés por la consistencia narcisista con la que logran mantener alejado de su yo cualquier cosa que lo disminuya». Freud veía la regresión narcisista como una respuesta defensiva a la pérdida de un objeto—negando la pérdida de un objeto importante mediante una identificación sustitutiva con él.
Freud también consideraba el narcisismo social como un mecanismo de defensa, evidente cuando las identificaciones comunitarias producen pánicos irracionales ante amenazas percibidas al «Trono y Altar» o los «Mercados Libres», o en la reacción exagerada inglesa a cualquier cuestionamiento del estatus e identidad de William Shakespeare.

### Fenichel
Otto Fenichel consideraba que «la identificación, realizada mediante la introyección, es la forma más primitiva de relación con los objetos», un mecanismo primitivo utilizado solo «si la función de prueba de realidad del yo está severamente dañada por una regresión narcisista».
Fenichel también destacó a «excéntricos que han logrado más o menos recuperar la seguridad del narcisismo primario y que sienten "Nada puede pasarme"...[fallando] en abandonar las etapas arcaicas de rechazo al displacer y girar hacia la realidad».

### Lacan
Jacques Lacan, siguiendo la visión de Freud del yo como resultado de identificaciones, llegó a considerar al yo mismo como una defensa narcisista, impulsada por lo que llamó «la "pasión narcisista"...en el devenir del sujeto».

## Kleinistas
Melanie Klein, enfatizó la identificación proyectiva en el narcisismo, y la defensa maníaca contra la toma de conciencia del daño causado a los objetos de esta manera. Para los kleinistas, en el núcleo de las defensas maníacas en el narcisismo se encontraba lo que Hanna Segal llamó «una tríada de sentimientos—control, triunfo y desprecio».

### Rosenfeld
Herbert Rosenfeld analizó el papel de la omnipotencia, combinada con la identificación proyectiva, como un medio narcisista de defensa contra la conciencia de la separación entre el yo y el objeto.

## Teoría de las relaciones objetales
Tras Klein, la teoría de las relaciones objetales, incluyendo particularmente las escuelas estadounidenses de Otto Kernberg y Heinz Kohut, ha explorado las defensas narcisistas a través del análisis de mecanismos como la negación, la identificación proyectiva y la idealización extrema.
Kernberg enfatizó el papel de la escisión de introyecciones e identificaciones de cualidades opuestas como causa de la debilidad del yo. Kohut también destacó el hecho de que en el narcisismo «las escisiones verticales son entre estructuras del yo (entre otras)—"Soy grandioso" y "Soy miserable"—con muy poca comunicación entre ellas».
Neville Symington sin embargo puso mayor peso en la forma en que «una persona dominada por corrientes narcisistas...sobrevive al ser capaz de percibir el tono emocional del otro...vistiendo las capas de otros»; mientras que para Spotnitz el elemento clave es que el narcisista dirige los sentimientos hacia el yo en la defensa narcisista.

### Defensas positivas
Kernberg enfatizó el lado positivo de las defensas narcisistas, mientras que Kohut también destacó la necesidad en la vida temprana de que las posiciones narcisistas se sucedan en secuencias madurativas ordenadas.
Otros como Symington mantendrían que «es un error dividir el narcisismo en positivo y negativo...no obtenemos narcisismo positivo sin odio hacia uno mismo».

## Actitud estigmatizante hacia las enfermedades psiquiátricas
Arikan encontró que una actitud estigmatizante hacia los pacientes psiquiátricos está asociada con rasgos de personalidad narcisista.

## SigloXXI
El siglo XXI ha visto una distinción entre narcisistas cerebrales y somáticos—los primeros construyen su sentido del yo a través del intelectualismo, los segundos a través de una obsesión con sus cuerpos, como con la mujer que, en mala fe, invierte su sentido de libertad solo en ser un objeto de belleza para otros.

## Paralelos literarios
- Se dice que Sir Philip Sidney veía la poesía en sí misma como una defensa narcisista.[32]
- Los protagonistas distantes y desapegados de Jean-Paul Sartre han sido vistos como narcisistas crudos que preservan su sentido del yo solo petrificándolo en una forma sólida.[33]